# Colona kostermansiana
Colona kostermansiana är en malvaväxtart som beskrevs av Wirawan. Colona kostermansiana ingår i släktet Colona och familjen malvaväxter. Inga underarter finns listade i Catalogue of Life.